# Aleksei Koltsov
Aleksei Vassílievitx Koltsov (en rus: Алексей Васильевич Кольцов) (Vorónej, 15 d'octubre del 1809 - Vorónej, 19 d'octubre del 1842) fou un poeta rus famós sobretot per les seves cançons.

## Biografia
Fill d'un marxant de bestiar de Vorónej que el fa treballar des dels deu anys. Atrapat en un ambient que sent com hostil, sotmès a l'autoritat d'un pare despòtic i inculte, no se sap desfer d'aquesta atmosfera opressiva. Mor de tuberculosi als trenta-tres anys.
Pràcticament no tenia estudis. Era un poeta autodidacte que recreà amb autenticitat la poesia folklòrica pagesa dins la literatura culta. A començaments dels anys 30 va ser descobert pels cercles intel·lectuals de Moscou primer, de Sant Petersburg després, on va ser protegit i encoratjat per Belinski i per Puixkin, entre d'altres.
Koltsov marcà època sobretot per l'esperit popular de la seva poesia. Excel·lí en el gènere de la cançó: hi ha més cançons de Koltsov musicades que de cap altre poeta rus. Predecessor de Nekràssov, el segle XX un altre poeta pagès, Serguei Iessenin, es considerarà continuador seu.

## Obra
- El bosc, escrit amb motiu de la mort de Puixkin, 1837)
- Trist destí (1837)
- Cançó russa (1838)
- La separació (1840)